# Saison 1991-1992 du Boucau Tarnos stade
 (août 2010).
Cette page présente la saison 1991-1992 du Boucau Tarnos stade en Championnat de France de rugby à XV de 2e division.

## Transferts
| Joueur               | Poste                              | Destination                    |
| Jean-Pierre Latxague | pilier                             | retour à Ondres                |
| Christian Boulé      | talonneur                          | Biarritz olympique             |
| Yves Bassoues        | 3e ligne                           | retour à St Martin de Seignanx |
| Franck Corrihons     | arrière ou ailier ou demi de mêlée | Biarritz olympique             |
| Jean-Pierre Urcelay  | 3e ligne centre                    | Aviron bayonnais               |
| Despouy              | 2e ligne                           | retourne à Cambo               |
| Francis Réal         | 2e ligne                           | Arrêt                          |
| Michaël Clamp        | ailier                             | Bidart                         |
| Claude Séguret       | centre                             | Stade hendayais                |
| Gérard Valderrey     | demi de mêlée                      | Ondres                         |
| Jean-François Recart | demi de mêlée                      | Ondres                         |
| Francis Hontas       | demi de mêlée                      | Anglet                         |
| Vincent Héguy        | pilier                             | Bardos                         |
| Denis Dartigouyette  | centre                             | Ondres                         |
| Franck Calleja       | demi de mêlée                      | St Martin de Seignanx          |
| Christophe Calleja   | demi d'ouverture                   | St Martin de Seignanx          |
| Jérome Elissalde     | talonneur                          | Aviron bayonnais               |

| Joueur           | Poste                                 | Destination      |
| Alain Mendiboure | demi de mêlée                         | Aviron bayonnais |
| Jacques Bellocq  | demi d'ouverture                      | Aviron bayonnais |
| Daniel Pocorena  | 2e ligne                              | Aviron bayonnais |
| J-F Elizagoyen   | pilier                                | Mouguerre        |
| Haran            | centre                                | Aviron bayonnais |
| Pascal Filhol    | 2e ligne                              | Gabarret         |
| Frédéric Crouzat | centre ou arrière ou demi d'ouverture | RRC Nice         |

## Récit de la saison
C'est un club traumatisé qui aborde cette saison en 2e Division. Le président Garcia-Bady s'entoure de personnes compétentes pour lancer la mission : remontée.
D'abord l'ancien cycliste professionnel Dominique Arnaud (qui joua dans sa jeunesse au rugby au BS), puis 2 anciens joueurs du club pour entraîner la 1re. José Foncillas, grand arrière des années 1970/80, qui fit toute sa carrière au BS et Jean-Paul Champres (qui porta le maillot noir dans les années 1970) avant de jouer à Bayonne et d'entraîner Mouguerre avec qui il joua plusieurs matches de montée dans les années 1980.
Concernant l'équipe 1re, tout est à rebâtir… Il faut dire que le club, à la suite de sa descente, a connu une nouvelle vague de départs sans précédent (17).
Aussi, elle va se construire autour de juniors ou (d’anciens juniors) prometteurs (les frères Larrouy, Bourgeois, Biarrotte, Blanc, M. Barragué (international juniors), les frères Arretche, Brisé, Ch. Dacharry, Verges, Réchou, Lousteau, Péhau, Vadillo) mais aussi des joueurs expérimentés venant dans les clubs environnants.
- La poule : Jurançon, Sport athlétique mauléonais, Baïgorry, Mouguerre, Salles, La Teste, Avenir aturin, AS Bayonne et Garazi.

Ne connaissant pas le niveau de la 2e division, l'effectif découvre un niveau inconnu pour certains. De plus, avec les arrivées massives, la mayonnaise va être très longue à prendre. Aussi, après un début flatteur (victoire à Jurançon) le BTS va découvrir que son statut d'ancienne équipe de 1re division, en fait l'équipe à battre.
Les rencontres sont âpres et disputés et chaque match le dimanche est un véritable combat. Malheureusement, le BTS chutera 2 fois à domicile (Mouguerre et AS.Bayonne). Ces 2 défaites seront compensées par 2 victoires à l’extérieur à Salles et à Jurançon, ce qui sera insuffisant.
Aussi, à quelques journées de la fin de la 1re phase du championnat le BTS n'est pas qualifiable. Il faudra un exploit à l'AS Bayonne (un match nul décroché par l’ASB qui égalisera à la 80e minute par un drop d’Arozarena (qui porta le maillot noir en 1989)) et une belle victoire (35 à 13) à Tarnos contre Garazi (le vainqueur de ce match couperet se qualifiait) pour que le BTS puisse participer à la 2e phase en tant que meilleur 6e (devant Le  Cercle amical lannemezanaisqui sera coiffé pour un meilleur Goal-average).
| Adversaires    | Résultats Domicile | Résultats Extérieur |
| Jurançon       | Gagné 22 à 6       | Gagné 15 à 19       |
| Mauléon        | Gagné 35 à 13      | Perdu 19 à 12       |
| Baïgorry       | Gagné 31 à 3       | Perdu 18 à 3        |
| Mouguerre      | Perdu 7 à 10       | Perdu 21 à 15       |
| Salles         | Gagné 46 à 0       | Gagné 0 à 28        |
| La Teste       | Gagné 26 à 12      | Perdu 12 à 10       |
| Aire sur Adour | Gagné 27 à 16      | Perdu 15 à 3        |
| AS. Bayonne    | Perdu 15 à 26      | Match Nul 12 à 12   |
| Garazi         | Gagné 35 à 13      | Perdu 20 à 10       |

- La 2e Phase (appelée Plays Off) voit le BTS affronter le Stade bagnérais, l'US L'Isle-Jourdain et L'US Vic-en-Bigorre.

Lors du 1er match à domicile les Boucalo-Tarnosiens sont surclassés par une très belle équipe de Bagnères emmenée par un exceptionnel 3e ligne (Kossou) 13 à 28.
Heureusement, le BTS se reprend et accroche la 2e place qualificative pour 1 point grâce à un match nul à Vic-en-Bigorre (6 à 6) mais surtout à une victoire, lors du match retour (21 à 3, 3 essais à 0) où de dépit les visiteurs envenimeront les débats qui déboucheront sur des bagarres d’une violence rare (1 expulsé de chaque côté).
C'est donc face à Bagnères (qui avait dominé par deux fois le BTS (13 à 28 et 25 à 3) que les « Forgerons » gagnent le droit de disputer le match de la montée (qui cette saison se situe en 16e de finale).
| Adversaires    | Résultats Domicile | Résultats Extérieur |
| Bagnères       | Perdu 13 à 28      | Perdu 25 à 3        |
| Isle-Jourdain  | Gagné 13 à 6       | Perdu 12 à 7        |
| Vic-en-Bigorre | Gagné 21 à 3       | Match Nul 6 à 6     |

À Oloron, malgré un gros investissement et beaucoup de vaillance, les "Noirs" prennent une leçon de rugby 37 à 7. 6 essais à 1 dont 3 dans les 10 dernières minutes, les hommes de Gaye (fidèle malgré ses 36 ans) et Michel Lassalle s'inclinent logiquement. Bagnères terminera la saison en finale (perdue contre le Lyon O.U. des Bonnet, Garat, Bégu et Sallaber (ancien Boucalais)).
| Poste            | Joueurs                                     |
| 1re ligne        | Gaye, Errecart, Elisagoyen                  |
| 2e ligne         | Pocorena, Michel Lassalle (cap)             |
| 3e ligne         | Fillatriau, Berrouet, Bourgeois             |
| demi de mêlée    | Mendiboure                                  |
| demi d'ouverture | Crouzat                                     |
| 3/4              | J-C Arretche, F. Arretche, Lourtet, Pétriat |
| arrière          | Thierry Séguret                             |

Quant au BTS, il repart pour une autre saison en 2e division.

## Meilleurs marqueurs de points et d'essais
| classement | Joueur               | Points |
| 1          | Denis Lourtet        | 83     |
| 2          | Thierry Séguret      | 58     |
| 3          | Régis Bourgeois      | 36     |
| 4          | Laurent Pétriat      | 34     |
| 5          | Bernard Lassalle     | 28     |
| 6          | Alain Mendiboure     | 24     |
| 7          | Jean-Claude Arretche | 21     |
| 8          | Jacques Bellocq      | 19     |
| 9          | Thierry Arnoux       | 18     |
| 10         | Frédéric Crouzat     | 13     |

| classement | Joueur                                                                                               | Essais |
| 1          | Régis Bourgeois                                                                                      | 9      |
| 2          | Laurent Pétriat                                                                                      | 8      |
| 3          | Alain Mendiboure                                                                                     | 6      |
| 4          | Denis Lourtet, Thierry Séguret & Thierry Arnoux                                                      | 4      |
| 7          | Patrick Errecart                                                                                     | 3      |
| 8          | Daniel Pocorena, Hervé Filatriau & Haran                                                             | 2      |
| 11         | Franck Solhonne, Sancho, Jean-Claude Arretche, Duguine, Biarrote, Didier San-Juan & Frédéric Crouzat | 1      |

## Le Challenge de l'Essor
La même saison, l'équipe 1re est éliminée en 1/4 de finale du Challenge de l'Essor par le Saint-Paul sports rugby à Soustons 18 à 6.
Le BTS avait éliminé St Foy la Grande, en 8e, 24 à 14 et en poule avait enregistré 5 victoires (à Mauléon 9 à 37, à Arudy 9 à 27, contre le Sport athlétique mauléonais 28 à 16, contre Arudy 42 à 6 contre Peyrehorade 34 à 18) pour 1 défaite à Peyrehorade 23 à 9.

## Effectif
| Rang | Nom                      | Poste                 | parcours                     |
| 1    | Henry Gaye               | Pilier                | formé au club                |
| 2    | Etcheverry               | Pilier                | Bardos                       |
| 3    | Jean-François Elizagoyen | Pilier                | Mouguerre puis Bayonne       |
| 4    | Patrick Errecart         | Pilier                | formé au club                |
| 5    | Patrick Haurieu          | Talonneur             | formé au club puis Bayonne   |
| 6    | Didier San-Juan          | Talonneur             | Anglet                       |
| 7    | Sancho                   | Talonneur ou 3e ligne | formé au club puis Capbreton |
| 8    | Daniel Pocorena          | 2e ligne              | Bayonne                      |
| 9    | Michel Lassalle          | 2e ligne              | formé au club                |
| 10   | Duguine                  | 2e ou 3e ligne        | Bagnères                     |
| 11   | Didier Lagarde           | Pilier                | formé au club                |
| 12   | Filatriau                | 3e ligne              | A.S.Bayonne                  |
| 13   | San Baudelio             | 3e ligne              | formé au club                |
| 14   | Bruno Berrouet           | 3e ligne centre       | formé au club                |
| 15   | Chevrier                 | 3e ligne              | formé au club                |
| 16   | Biarrotte                | 3e ligne aile         | formé au club                |
| 17   | Roque                    | Pilier                | formé au club                |
| 18   | Alain Mendiboure         | Demi de mêlée         | Anglet puis Bayonne          |
| 19   | Jacques Bellocq          | Ouvreur               | Hendaye puis Bayonne         |

| Rang | Nom                  | Période                          | Parcours                  |
| 20   | Bernard Lassalle     | Ouvreur                          | formé au club             |
| 21   | Denis Lourtet        | Ouvreur, centre ou demi de mêlée | formé au club             |
| 22   | Denais               | Centre                           | formé au club             |
| 23   | Pétriat              | Ailier                           | formé au club             |
| 24   | Frédéric Crouzat     | Centre                           | Bayonne, BS/BTS puis Nice |
| 25   | Solhonne             | Centre                           | Ondres                    |
| 26   | Patrick Arneau       | Ailier                           | Bayonne                   |
| 27   | Daniel Condom        | 3e ligne aile                    | formé au club             |
| 28   | Régis Bourgeois      | Ailier ou 3e ligne               | formé au club             |
| 29   | Jean-Claude Arretche | Arrière ou ailier                | ASSM                      |
| 30   | Thierry Séguret      | Arrière, centre ou ailier        | Lourdes                   |
| 31   | Haran                | Centre ou ailier                 | Bayonne                   |
| 32   | Yves Condom          | 3e ligne aile                    | formé au club             |
| 33   | Frédéric Arretche    | Arrière ou ailier                | ASSM                      |
| 34   | Pascal Filhol        | 2e ligne                         | Gabarret                  |
| 35   | Thierry Arnoux       | Arrière ou ailier                | formé au club             |

## La Fédérale B (équipe 2 du club)
La Fédérale B (équipe 2) est éliminée, à Rion des Landes, en 1/4 de Finale du Championnat de France par St Foy la Grande 21 à 0.

## Les Juniors Reichel A
Enfin, les Juniors Reichel A sont éliminés en 16e de Finale du Championnat de France par le RC Narbonne.